# أستراليا المفتوحة 1969 - زوجي السيدات
في أستراليا المفتوحة 1969 - زوجي السيدات فازت الأستراليتان مارغريت سميث كورت وجودي تيجارت بلقب البطولة بعد فوزهما على الأمريكيتين روزماري كاسالس وبيلي جين كينغ في المباراة النهائية بنتيجة 6–4، 6–4.

## التوزيع
| 1. روزماري كاسالس / بيلي جين كينغ (النهائي) 2. مارغريت سميث كورت / جودي تيجارت (البطلتان) | 1. كارين كرانتزكي / كيري ريد (نصف النهائي) 2. فرانسواز دور / آن جونز (نصف النهائي) |